# Tharandt
Tharandt è una città di 5 471 abitanti della Sassonia, in Germania, nella zona dello Weißeritzkreis.
Appartiene al circondario della Svizzera Sassone-Monti Metalliferi Orientali (targa PIR).
La città è sede dell'arboreto detto Forstbotanischer Garten.